# Marjam (sura)
Marjam – w polskim tłumaczeniu Maria (arab. ‏مريم‎) – 19. sura Koranu. Zaliczana jednomyślnie do sur mekkańskich. Końcowe wersety sury Maria znajdują się w jednym z najstarszych zachowanych manuskryptów z fragmentami Koranu – w Manuskrypcie z Birmingham, który zgodnie z datowaniem radiowęglowym powstał za życia Mahometa, lub tuż po jego śmierci.

## Pochodzenie nazwy sury

Marjam w kaligrafii arabskiej

Nazwa sury jest zaczerpnięta z wersetu 16:
W tłumaczeniu Józefa Bielawskiego:
„I wspomnij w Księdze Marię! Oto ona oddaliła się od swojej rodziny do pewnego miejsca na wschodzie”.
W tłumaczeniu Musy Çaxarxana Czachorowskiego:
„Wspomnij w Księdze Marię. Ona oddaliła się od swej rodziny do miejsca na wschodzie”.
Wersety 16–37 sury przedstawiają epizody z życia Marii i Isy (Jezusa). 
Podobnie jak w przypadków nazw większości sur w Koranie, nazwa Marjam nie opisuje tematu całej sury. Jest swego rodzaju słowem-kluczem, którego zwyczajowo używano, aby odróżnić tę surę od innych.

## Główne wątki i postaci w surze Marjam

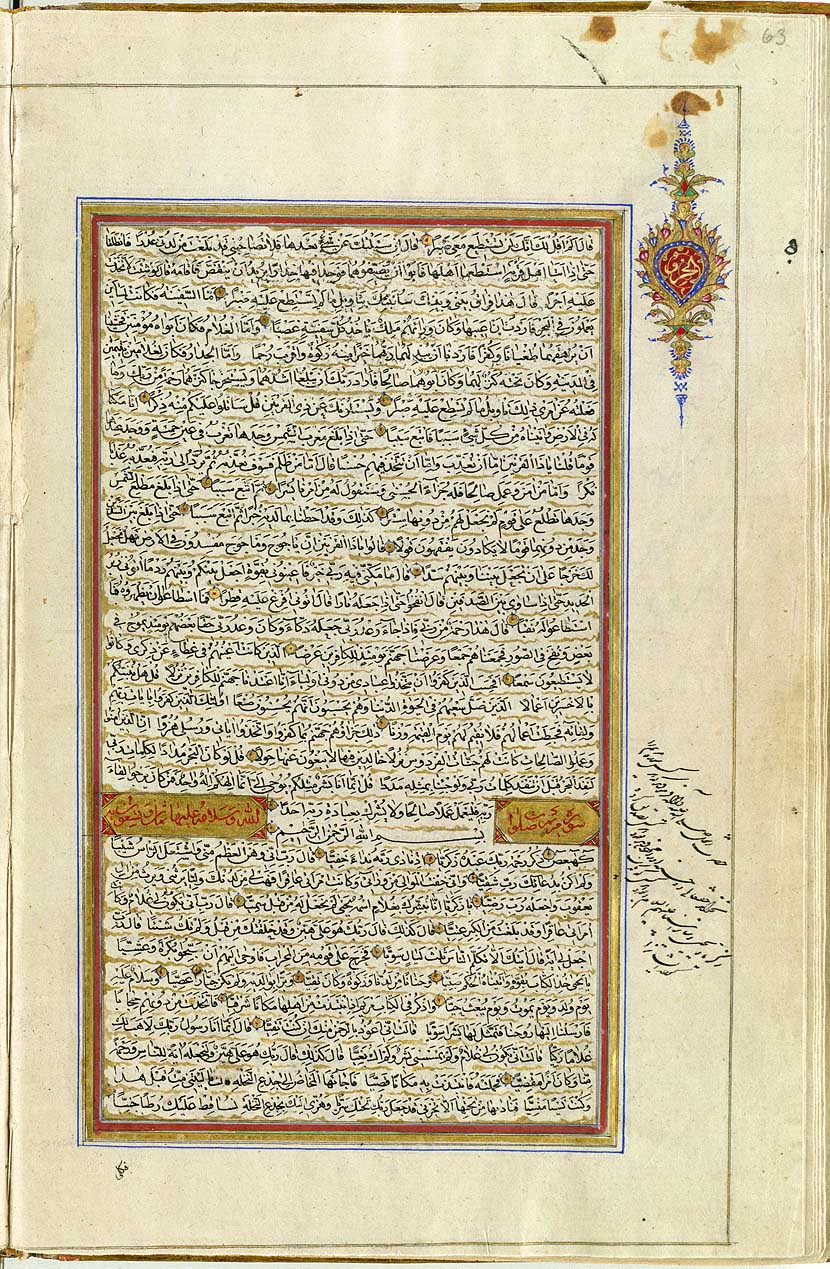
Manuskrypt Koranu z 1874 roku. W dolnej części początek sury Marjam (Maria)

- Zachariasz i jego syn Jahja (Jan Chrzciciel)
- Maria i jej syn Isa (Jezus)
- Isa (Jezus) nie jest wcieleniem Boga, ale prorokiem
- Ibrahim (Abraham) i jego ojciec
- konsekwencje niewiary w życiu doczesnym[6]